# Торехон де Ардос
Торехон де Ардос (на испански: Torrejón de Ardoz) е град в Испания. Населението му е 128 013 жители (по данни към 1 януари 2017 г.). Средната годишна температура е около 13 °C. Намира се на 20 km източно от Мадрид. Градът разполага с военновъздушна база. В града е разположена също и главната квартира на Националния институт за аерокосмическа техника (на испански: Instituto Nacional de Técnica Aeroespacial, INTA).